# Акім Апачев
Акім Апачев (рос. Аким Апачев; нар. 4 квітня 1985) — російський співак, колишній воєнкор, пропагандист, автор та виконавець пісень. Здобув свою популярність завдяки пісні «Лето и арбалеты», а також пісні українською мовою «Пливе кача» спільно з Дар'єю Фрей.
Підтримує путінський режим та війну Росії проти України.

## Біографія
Акім Апачев (справжнє ім'я Аким Гасанов) народився 4 квітня 1985 року у місті Жданов, УРСР.  Батько — Володимир Гасанов, уродженець міста Баку Азербайджанської РСР.  На початку 70-х приїхав до м.Махачкала, вступив до фізичного факультету ДДУ. У середині 80-х він переїхав жити до Жданова.
Акім Апачев розпочав свою кар'єру в масмедійному просторі України як оператор і режисер відеокліпів.
У 2014 році, після того, як розпочалася російсько-українська війна на Донбасі, уродженець Маріуполя почав працювати в інформаційному агентстві ANNA-News, висвітлюючи «героїзм» ополченців ЛДНР на південному сході України.
Під час роботи воєнкором, Апачев познайомився з російською рок-виконавицею Юлією Чичеріною, яка в ті часи, втім, як і зараз, допомагала Донбасу своєю «патріотичною» творчістю.
У травні 2022 року під час вторгнення Росії в Україну Акім Апачев разом з Дар'єю Фрей переспівали пісню «Пливе кача», «приурочивши» її до знищення Маріуполя. У червні 2022 року російський телеканал RT випустив кліп на цю пісню, знятий на руїнах Азовсталі в Маріуполі. У липні 2022 року YouTube заблокував кліп за мову ворожнечі.
22 лютого 2023 року виступив у Лужниках в Москві перед Володимиром Путіним і разом з Дар'єю Фрей виконав спотворену версію пісні «Пливе кача», яка українською мовою підтримує наративи окупантів.
У квітні 2023 року російські телеграм-канали повідомили про те, що Акім Апачев звернувся до Міністерства культури Російської Федерації з проханням скасувати концерти казахського репера Jah Khalib, оскільки той підтримує Україну.
У травні 2023 року Акім Апачев запропонував створити реєстр артистів, які не підтримали вторгнення Росії до України.
1 січня 2024 року у новорічну ніч заспівав пісню «Пливе кача» в ефірі пропагандистського Першого каналу.
Наприкінці 2024 року взяв участь в зйомках російського серіалу «Центурія», які проходили у Маріуполі. За словами Апачева, дане кіно присвячене боротьбі проти українського партизанського руху в рідному для нього місті.